# بینهو (بازیکن فوتبال، زاده ۱۹۷۷)
جورج میراندا دوس سانتوس (به پرتغالی: George Miranda dos Santos) هافبک اهل برزیل است که در شهر Tucano و در تاریخ ۲۴ ژوئن ۱۹۷۷ به دنیا آمده‌است. بینهو در تیم‌های فوتبال Corinthians Alagoano سابقهٔ حضور دارد.